# Центр инноваций и технологий Шэньчжэнь-Бей
Центр инноваций и технологий Шэньчжэнь-Бей (Shenzhen Bay Innovation and Technology Centre) — многофункциональный комплекс небоскрёбов, расположенный в китайском городе Шэньчжэнь, в деловом районе Наньшань. Построен в 2020 году в стиле модернизма, по состоянию на 2020 год башня № 1 являлась 10-м по высоте зданием города, 73-м по высоте зданием Китая, 86-м — Азии и 138-м — мира. Архитектором комплекса со светопрозрачным фасадом выступил гонконгский офис британской фирмы RMJM, девелопером — местная компания Zhongzhou Investment Holdings.
- Офисная башня № 1 (311 м) имеет 69 наземных и 4 подземных этажа[5][6].
- Офисная башня № 2 (247 м) имеет 53 наземных и 4 подземных этажа[7][8].
- Жилая башня № 3 (150 м) имеет 45 наземных и 4 подземных этажа[9][10].
- Жилая башня № 4 (120 м) имеет 37 наземных и 4 подземных этажа[11][12].
- Жилая башня № 5 (106 м) имеет 30 наземных и 4 подземных этажа[13][14].
- В подиуме и на подземных уровнях расположены магазины, рестораны и автомобильный паркинг на 1560 мест[15].